# 何塞·路易斯·奥尔特拉
何塞·路易斯·奥尔特拉·卡斯塔涅尔（José Luis Oltra Castañer）1969年3月24日出生于西班牙巴伦西亚。他曾经是是一位中场球员，于2001年退役。之后成为足球教练。